# Вераний Сатурнин
Вижте пояснителната страница за други личности с името Вераний.
Вераний Сатурнин (на латински: Veranius Saturninus) е римски центурион в Legio VIII Augusta, който е стациониран през 2 век в Argentoratum (Страсбург).

## Биография
Вераний е от когномен, клон Сатурнин, на римската фамилия Верании. Той е стациониран в Горна Германия (Germania Superior) на границата на Римската империя в Оденвалд, за да води командването на помощната войска на Елцбритонте (Numerus Brittonum Elantiensium) Некарбургкския Остербуркен-кастел. Под негово наблюдение през 158 г. се реновира тамошната военна баня, което е показано на консулски осветителен камък на Фортуна, който е намерен през 1982 г. в Тепидариума (топла баня). На него пише:
| „ | Fortunae Britto- nes Elantienses ba- lineum vetustate conlabsum(!) adiec- ta concha et cama- ris opere figlino res- titutis item vasis novis positis iubente Calpurnio Agricola leg(ato) Aug(usti) pr(o) pr(aetore) curam agente Veranio Sa- turnino (centurione) leg(ionis) VIII Aug(ustae) v(otum) s(olverunt) Tertullo et Sacerdote co(n)s(ulibus) | “ |

Тогава, през 158 г., консули са Тертул и Сакердот. Малко по-късно Сатурнин отговаря за преместването на неговата войска по на запад на „Предния лимес“. Страсбургският легион построява наново крепостта на Остербуркен и е там на квартира. Там също е запазен освещаващ камък с името на Вераний Сатурнин:
| „ | Genio pr[aep-] ositorum et Genio con- legi s(anctissimi) secutor- um eorum sub cur(a) Verani Saturnini [(centurionis)] leg(ionis) V[III A]u[g(ustae)] | “ |